# 커크 발츠
커크 발츠(Kirk Baltz, 1959년 9월 14일 ~ )는 미국의 배우이다.
뉴욕에서 태어났다.

## 영화
- 굿바이 월드 (2013년)
- 파커 (2013년) - 바비 역
- 거짓말 (2011년) - 조엘 역
- 최민수의 어쌔씬 코드 (2011년)
- 포페이트 (2007년)
- 어 리틀 크레이지 (2003년)
- 레드락 탈출 (2001년)
- 블레이드 포스 (1998년)
- 브루드하운드 (1997년)
- 콜드 하트 (1997년)
- 페이스 오프 (1997년)
- Ripple (1995) - 단편
- 영웅 일기 (1995년)
- 형사 야누크 (1994년)
- 올리버 스톤의 킬러 (1994년)
- 스킨 아트 (1993년) - 윌 역
- 담배와 커피 (1993년)
- 저수지의 개들 (1992년) - 마빈 내쉬 역
- 아웃 오브 더 레인 (1991년)
- 늑대와 춤을 (1990년)
- 미국 이야기 (1989년)